# Hasse Walli

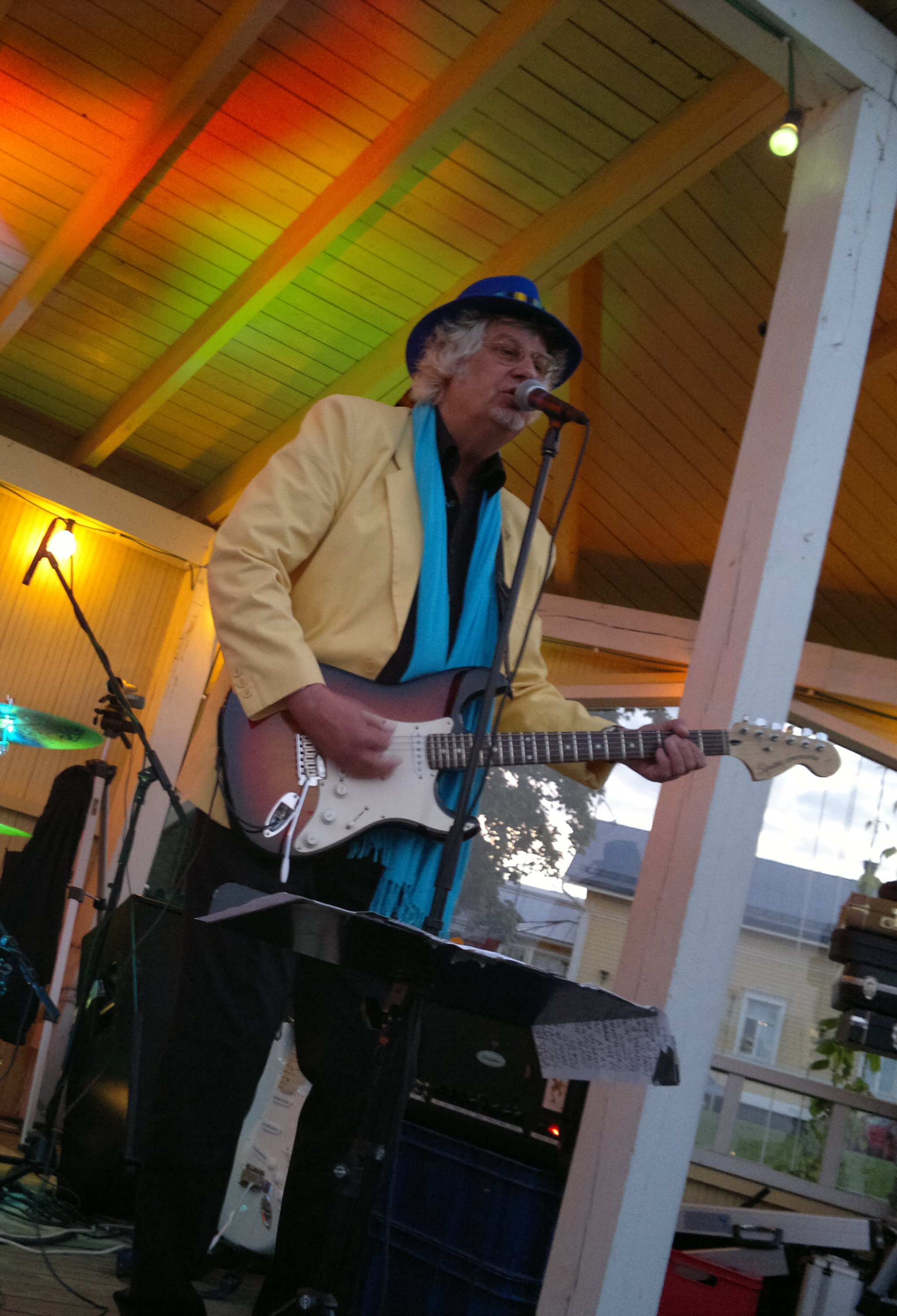

Hannes (Hasse) Mikael Waldemar Walli, född 10 februari 1948 i Helsingfors, är en finländsk gitarrist, kompositör och arrangör. Han anslöt sig 1965 till popbandet Jormas. 1967 bildades gruppen Blues section. 1974-75 bildade han tillsammans med Sakari Kukko kvartetten Piirpauke. Han blev intresserad av reggae och kubansk musik i slutet av 1970-talet, och reste 1982 till Gambia, och sedan till Dakar. Med grupperna Afro-Line och senare Asamaan introducerade han afrikansk musik i Finland.